# Georgios Sourīs
Georgios Sourīs (in greco Γεώργιος Σουρής?; Ermopoli, 2 febbraio 1853 – Il Pireo, 26 agosto 1919) è stato un poeta e commediografo greco.

## Biografia
Nato nel 1853 sull'isola di Siro in una famiglia benestante che lo avrebbe voluto indirizzare al sacerdozio, intraprese gli studi alla facoltà di filosofia dell'Università di Atene, che abbandonò dopo poco senza conseguire la laurea a causa delle difficoltà economiche.
Il 2 aprile 1883 fondò il settimanale satirico Romiós (Ρωμηός), che avrebbe continuato a pubblicare fino al 1918 per un totale di 1444 numeri. Noto per i suoi versi taglienti, nel 1897 fu accusato di lesa maestà per aver ironizzato sul presunto alcolismo di Ol'ga Konstantinovna Romanova in una poesia, ma fu prosciolto in tribunale.
Per i suoi versi satirici veniva descritto come un "moderno Aristofane", autore di cui realizzò una traduzione in versi de Le nuvole, portata in scena con grande successo ad Atene nel 1900. Fu autore anche di commedie originali, tra cui Emancipazione (1901), in cui parodiava l'incipiente movimento femminista greco.
Candidato cinque volte al Premio Nobel per la letteratura tra 1907 e il 1912, morì sessantaseienne al Pireo nel 1919 e gli furono tributati funerali di Stato.